# Jüdischer Friedhof (Blumenthal)

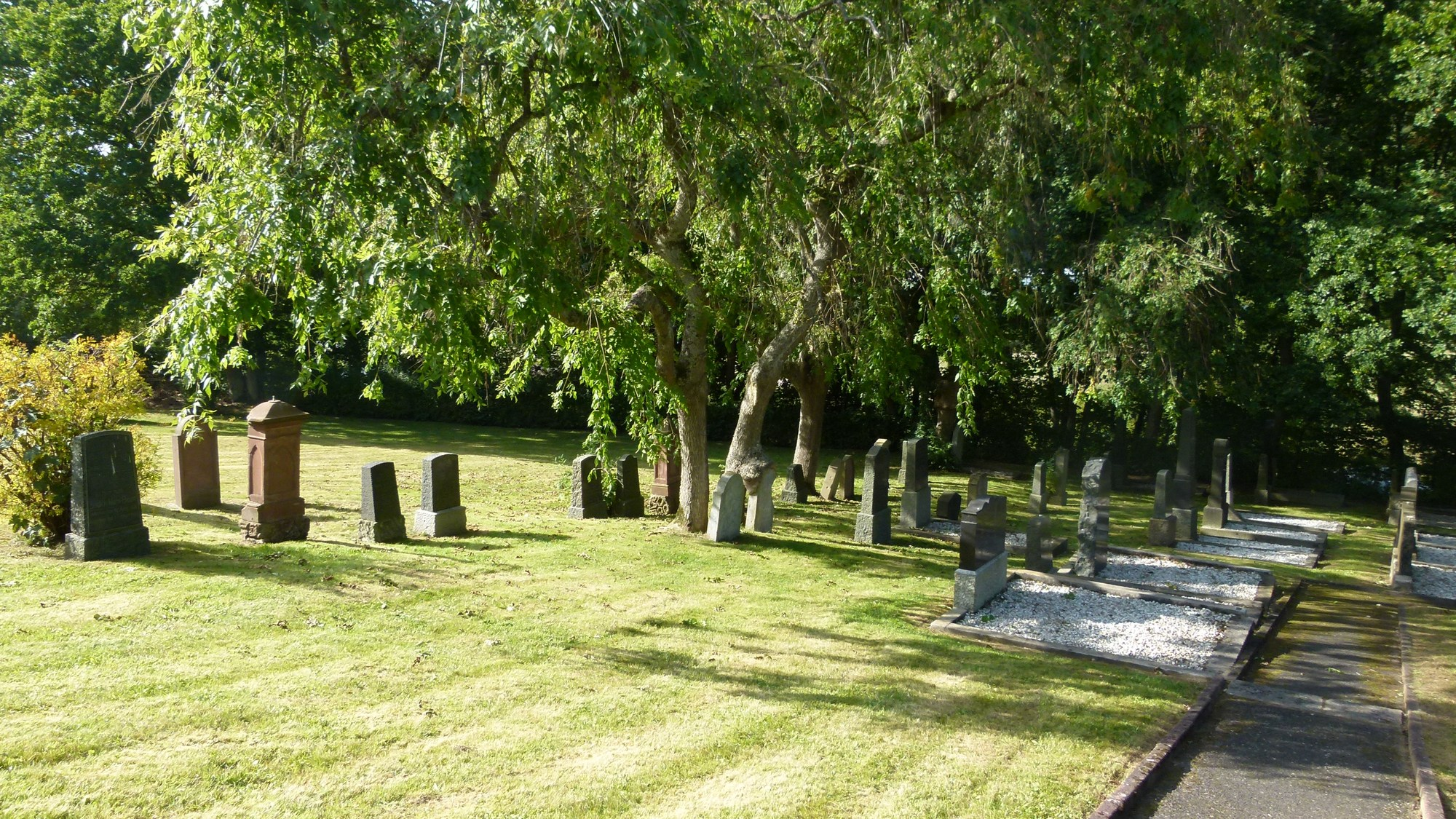
Jüdischer Friedhof Blumenthal

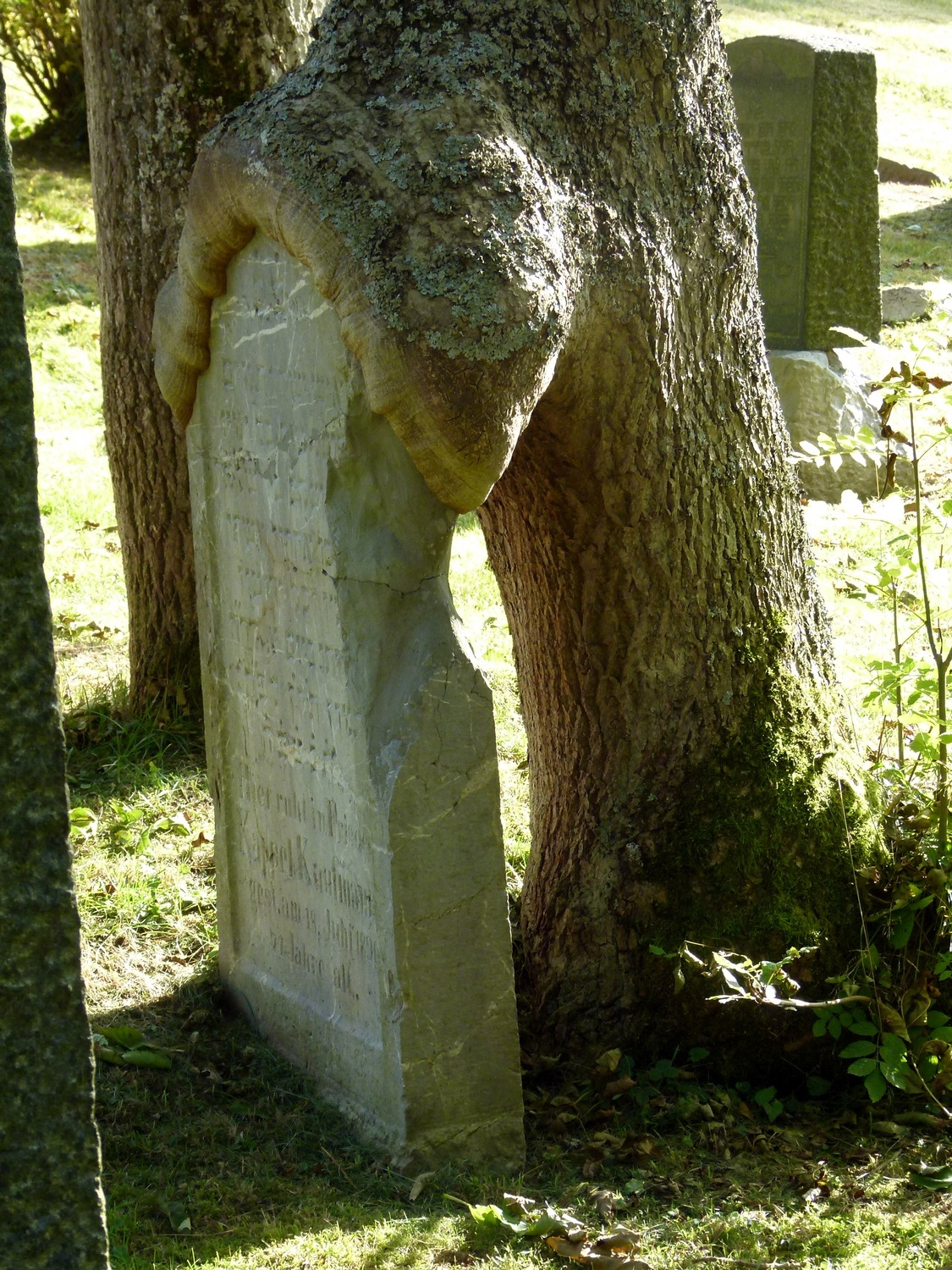
Detail

Der Jüdische Friedhof Blumenthal liegt im Ortsteil Blumenthal der Gemeinde Hellenthal im Kreis Euskirchen in Nordrhein-Westfalen.
Auf dem jüdischen Friedhof, der von vor 1894 bis 1937 belegt wurde, stehen noch 46 Grabsteine (Mazewot). Im Zweiten Weltkrieg wurden dort auch russische Kriegsgefangene beerdigt, die 1949 nach Hollerath und später zur Sowjetischen Kriegsgräberstätte Simmerath-Rurberg umgebettet wurden. Der Friedhof ist in die Denkmalliste der Gemeinde Hellenthal eingetragen.
Am 20. November 1988 wurde ein Gedenkstein auf dem Friedhof eingeweiht.